# جوان آمریکایی
جوان آمریکایی (به انگلیسی: The Young Americans) یک فیلم درام و جنایی بریتانیایی محصول سال ۱۹۹۳ به کارگردانی دنی کنن (در اولین فیلم بلنداش) و دوستش دیوید آرنولد را رقم زد که بیشتر به خاطر آهنگسازی پنج فیلم جیمز باند شناخته می‌شود.

## داستان
هاروی کایتل نقش یک مأمور مبارزه با مواد مخدر آمریکایی را بازی می‌کند که برای دستگیری یک گانگستر (ویگو مورتنسن) به لندن سفر می‌کند که باند جدیدی از نوجوانان تشکیل داده‌است که سعی در تقلید از فرهنگ آمریکایی دارند.

## بازیگران
- هاروی کایتل در نقش مأمور جان هریس
- ایان گلن در نقش ادوارد فاستر
- جان وود در نقش ریچارد دانلی
- ترنس ریگبی در نقش سیدنی کالو
- کیت آلن در نقش جک دویل
- کریگ کلی در نقش کریستین اونیل
- تندی نیوتون در نقش راشل استیونز
- ویگو مورتنسن در نقش کارل فریزر